# Ludovisitroon

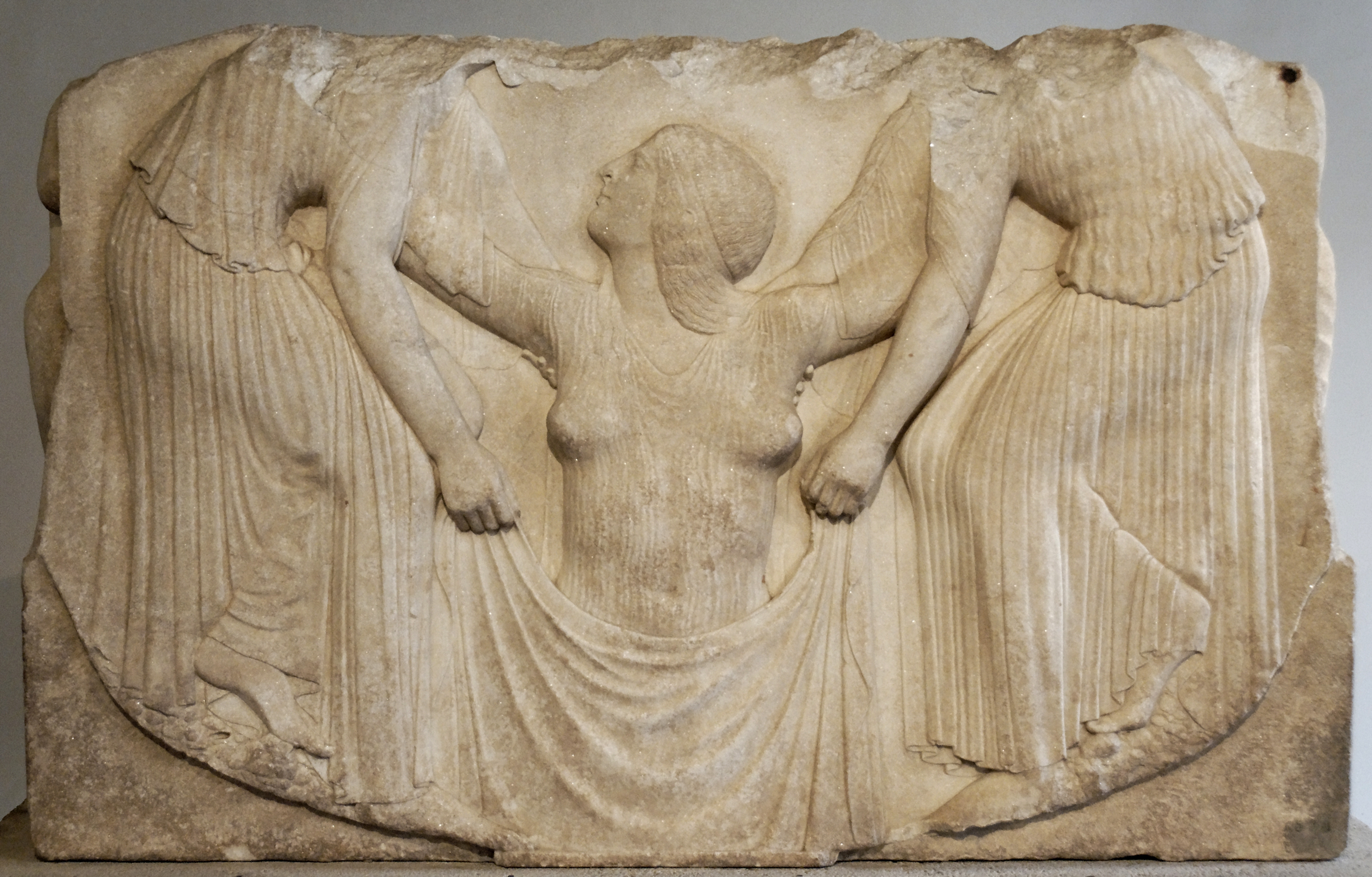
"Aphrodite ontspruit aan de zee", hoofdreliëf van de Ludovisitroon.

De Ludovisitroon is een bas-reliëf, langs drie zijden gebeeldhouwd uit een blok wit marmer, dat aan de achterkant uitgehold is. De authenticiteit van het beeld is betwist, maar de meerderheid aanvaardt het toch als een product van de Klassieke Griekse Stijl, gedateerd rond 460 v.C.
De Troon werd in 1887 opgegraven op het terrein van de Villa Ludovisi te Rome, waar de oude Tuinen van Sallustius waren gelegen.
De Ludovisitroon wordt sinds 1894 bewaard in het Nationaal Museum van Rome.